# تم میان ده
تم میان ده مربوط به هزاره اول قبل از میلاد است و در شهرستان جیرفت، بخش مرکزی، روستای میان ده واقع شده و این اثر در تاریخ ۱۱ دی ۱۳۸۰ با شمارهٔ ثبت ۴۵۸۲ به‌عنوان یکی از آثار ملی ایران به ثبت رسیده است.